# Ilha de Ewe

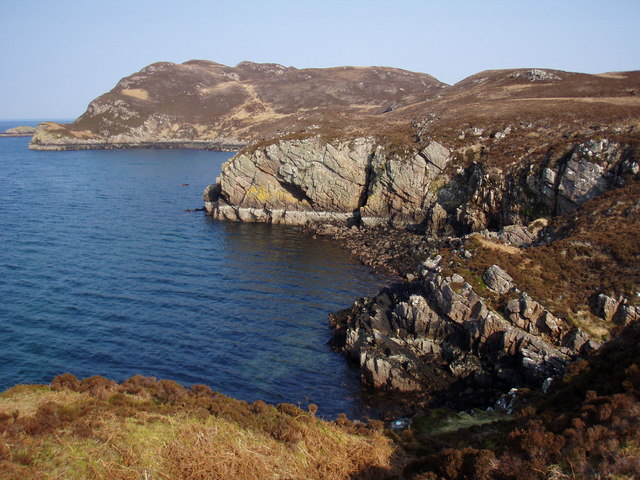
Costa ocidental da ilha de Ewe

Ilha de Ewe (gaélico escocês: Eilean Iùbh) é uma pequena ilha escocesa, localizada em Loch Ewe, oeste de Aultbea, na costa oeste da Ross and Cromarty distrito da região Highlands.

## Geografia e geologia
A ilha é composta do arenito e o litoral varia de praias de seixo a falésias íngremes.
Sua colina mais conhecida é a Belvedere.